# Queen Elizabeth Theatre
Queen Elizabeth Theatre (förkortat QET) är en teater- och operabyggnad i Vancouver, British Columbia, Kanada. Queen Elizabeth Theatre uppfördes 1959 och rymmer 2 929 besökare. Teatern drivs tillsammans med Orpheum och Vancouver Playhouse av Vancouver Civic Theatres Department. Vancouver Symphony Orchestra huserade tidigare i byggnaden tills man flyttade till Orpheum. Vancouver Opera och balettgruppen Ballet BC använder byggnaden, samt även andra musikarrangemang året om.  